# Lot 29
Lot 29 est un canton dans le comté de Queens, Île-du-Prince-Édouard, Canada. Il fait partie de la Paroisse Hillsboro.

## Population
- 859 (recensement de 2001)[1]
- 935 (recensement de 2006)[1]
- 895 (recensement de 2011)[2]

## Communautés
Incorporé :
- Crapaud
- Victoria

Non-incorporé :
- DeSable
- Hampton